# Chevrolet Bel Air
El Chevrolet Bel Air es un automóvil de turismo producido en serie por el fabricante Chevrolet, una división de la General Motors entre 1949 y 1980. De 1950 a 1952, los coches de lujo de la marca eran llamados Bel Air, aunque todavía no era el nombre oficial, utilizado recién a partir de 1953. Esta serie continuó produciéndose en Canadá desde 1981.

## Primera generación (1949-1954)

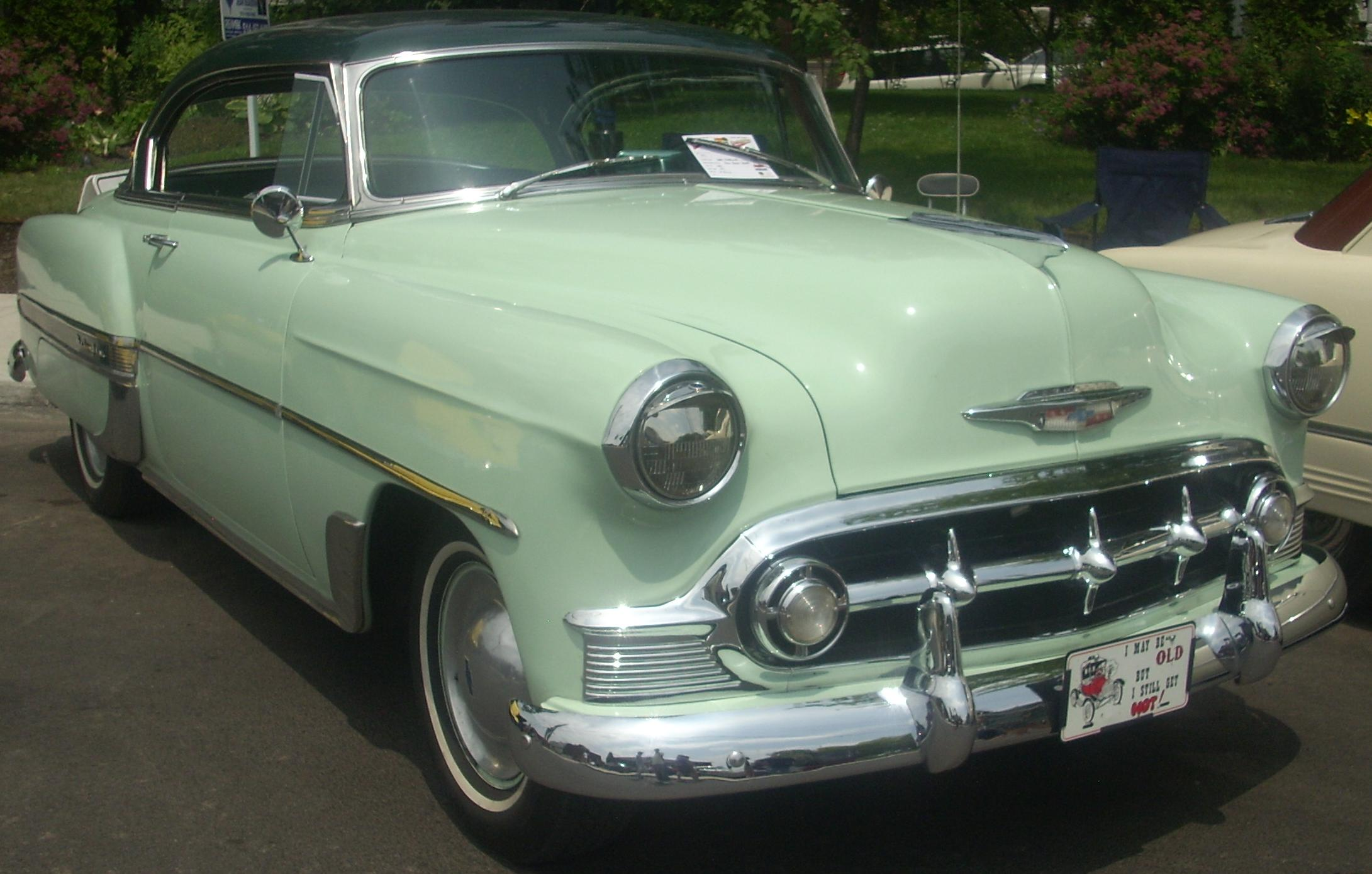
Cupé de 1953 circulando por el paseo de la marina

Los primeros modelos de esta época solamente compartían su chapa frontal por delante del pilar A con el resto de la gama. El parabrisas, las puertas, el vidrio y la cajuela eran comunes con el Styline DeLuxe Coupé. Sin embargo, el techo, los cuartos traseros y las tres ventanas traseras eran únicos. El chasis y la mecánica eran comunes con el resto de la gama de vehículos de pasajeros y el aspecto general era el mismo que el resto de la gama, excepto que la línea del techo era más baja y la ventana trasera única de tres piezas le daba un mayor y más equilibrado aspecto. Los primeros Bel Air solamente estaban disponibles con el nivel de equipamiento y la especificación "DeLuxe".
Además de los cambios anuales habituales en la parrilla y el acabado, el Bel Air de 1951–1952 difería del modelo anterior de 1950 con la introducción de las salpicaderas traseras más altas y cuadradas que se encontraban en toda la gama.
En 1953, Chevrolet cambió el nombre de su serie y el nombre de Bel Air se aplicó a la gama de modelos de lujo. También surgieron dos series inferiores: la 150 y la 210, como sucesores de las series Special y Deluxe, respectivamente. El modelo de 1953 fue anunciado como "completamente nuevo de principio a fin", debido a los paneles de la carrocería rediseñados, los extremos delantero y trasero. Sin embargo, esencialmente estos modelos tenían una estructura y mecánica similares a los autos de 1949-1952.

## Segunda generación (1955-1957)

### 1955

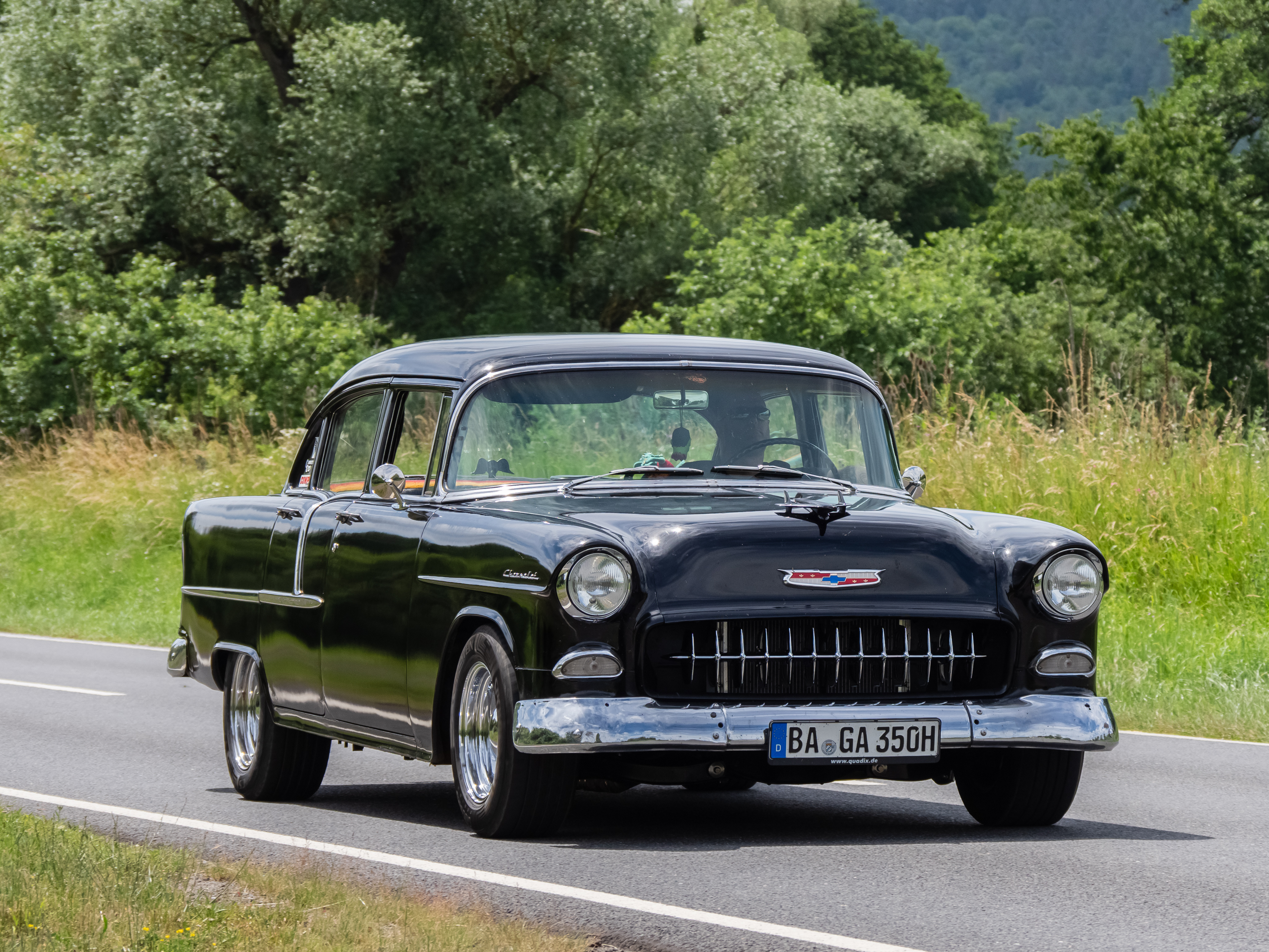
Un modelo 1955 parecido al que apareció en la película American Graffiti

Para 1955, el modelo de tamaño completo de Chevrolet recibió todo el nuevo estilo y potencia. El Bel Air de 1955 tenía 3456 lb (1568 kilogramos) y 15 pies (4,6 m) de largo. Fue llamado el "Hot One" en la campaña publicitaria de GM. El estilo de Chevrolet era nítido, limpio e incorporaba una parrilla inspirada en los Ferrari. Los Bel Air venían con características que se encuentran en los automóviles de las gamas de modelos inferiores, además de alfombrillas interiores, bandas de techo cromadas en los techos rígidos sin postes, lanzas cromadas en las salpicaderas delanteras, molduras de ventanas de acero inoxidable, y cubiertas completas de las ruedas. Los modelos se distinguieron todavía más por la escritura del nombre de Bel Air en letras doradas más adelante en el año. Para 1955, los Chevrolet adquirieron una opción de motor V8 y la opción de la transmisión automática Powerglide de dos velocidades, o bien, una transmisión manual Synchro-Mesh estándar de tres velocidades con overdrive opcional. El nuevo V8 de 265 pulgadas cúbicas (4,3 L) presentaba un diseño moderno de válvulas a la cabeza, de alta relación de compresión y de carrera corta, tan bueno que permaneció en producción en varias cilindradas durante muchas décadas. El V8 base tenía un carburadores de dos gargantas con una potencia de 162 HP (164 CV; 121 kW), mientras que la opción "Power Pack" presentaba un carburador de cuatro gargantas y otras actualizaciones que producían 180 HP (182 CV; 134 kW). Más adelante en el año, una opción de "Super Power Pack" agregó alta compresión y otros 15 HP (11,2 kW). Las luces "idiotas" reemplazaron los medidores para el generador eléctrico y la presión de aceite.
Este no fue el primer Chevrolet que se instaló con un V8, sino que se introdujo en 1917 llamado Serie D, que fue construido durante dos años y se fabricó antes de que Chevrolet se uniera a General Motors.
La revista Motor Trend otorgó a Bel Air las mejores calificaciones por su manejo. Popular Mechanics informó que la aceleración de 0 a 60 mph (0 a 97 km/h) de un modelo V8 con la transmisión Powerglide fue en 12.9 segundos, más un viaje cómodo y buena visibilidad. Por otro lado, el anillo del claxon bloqueó parte del velocímetro, la gasolina regular hizo que el motor golpeara y los primeros motores V8 fuera de la línea quemaron demasiado aceite. El espacio para las piernas delanteras era de 43,1 plg (109,5 cm). Los frenos eran tambores de 11 plg (27,9 cm). Una nueva opción para los modelos 1955 equipados con el V8, era el aire acondicionado con salidas a cada lado del tablero; y también se incluyó un generador de servicio pesado en los coches equipados con esta opción. En 1955 y 1956, el aire acondicionado se podía instalar en coches ordenados con la transmisión manual estándar de tres velocidades, sobremarcha o Powerglide, pero desde 1957 en adelante, una transmisión automática o al menos, la manual de cuatro velocidades era una opción de requisito previo.

### 1956

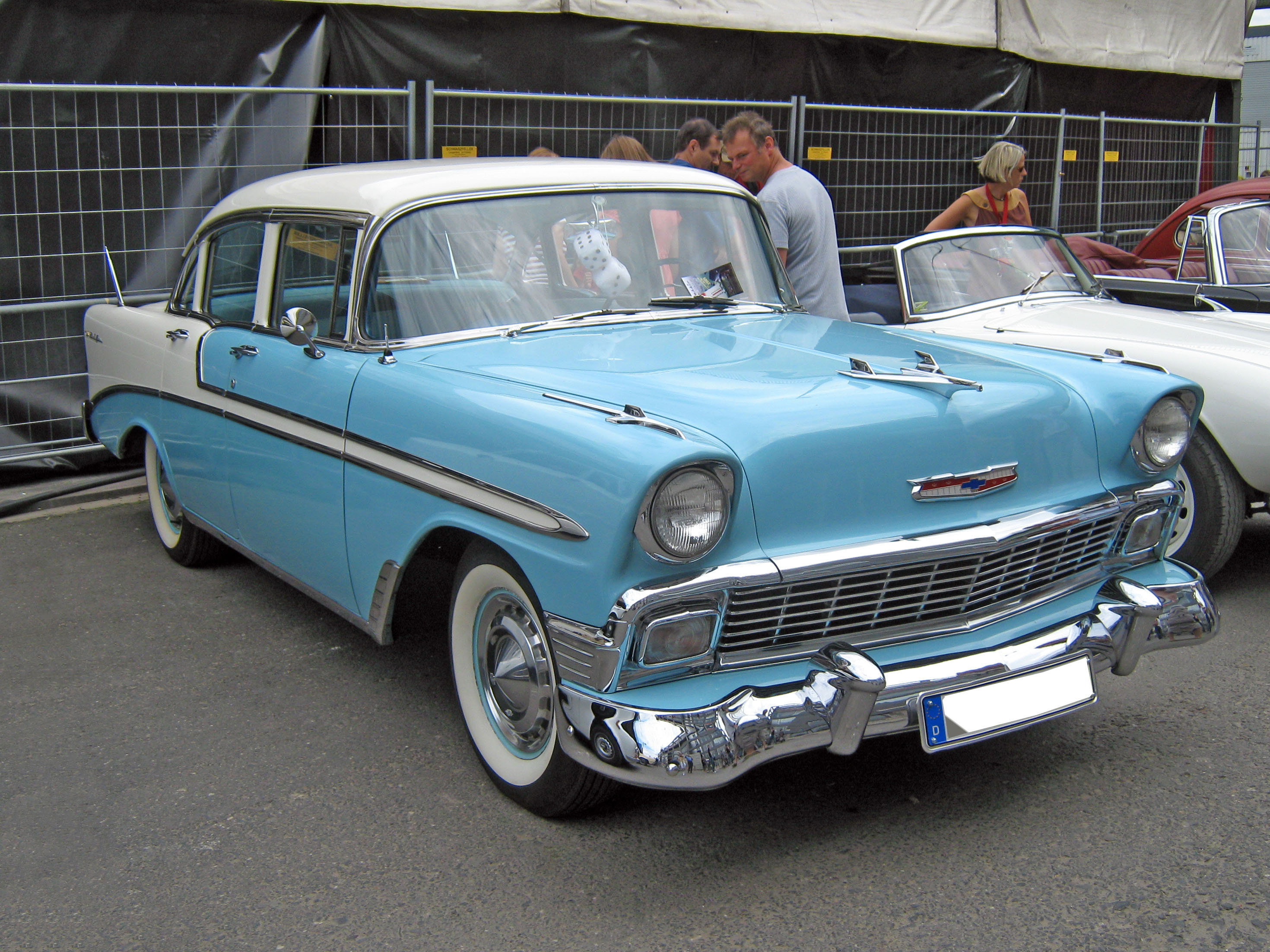
Sedán de 4 puertas de 1956

El modelo 1956 recibió un cambio estético con una parrilla de ancho completo más convencional, complaciendo a aquellos clientes que no estaban a favor la parte delantera del modelo de 1955 inspirada en Ferrari. Los tratamientos distintivos de dos tonos en los laterales de la carrocería y las elegantes aberturas de las ruedas delanteras y traseras, completaron el rediseño "speedline". Las carcasas individuales incorporaron las calaveras, el semáforo, la luz de respaldo y la izquierda, contenía el relleno de gasolina, una idea popularizada en los Cadillac. Entre los siete modelos de Bel Air, se encontraba un nuevo Sport Sedán, un Hardtop cuatro puertas sin pilares que lucía atractivo con todas las ventanas abatidas y permitía el acceso más fácilmente al asiento trasero. La producción superó las 103 000 unidades, en comparación con los 128 000 unidades del hardtop de dos puertas. Las elegantes guayín Nomad de dos puertas encabezaron la lista de precios en US$2608 (equivalente a $29 227 en 2023), pero llevaban el mismo interior y chapa metálica de las ruedas traseras que otros Bel Air, sin el ajuste único del original. Solamente se fabricaron 7886 unidades. El Bel Air menos costoso de US$2025 (equivalente a $22 694 en 2023) fue el sedán de dos puertas. Los cinturones de seguridad, arneses para los hombros y un tablero acolchado estaban disponibles, y los autos de tamaño completo podrían incluso obtener el mismo V8 del Corvette con 225 HP (228 CV; 168 kW). En el material de ventas de 1956, había una tapa automática con sensor de lluvia opcional, que se vio por primera vez en el concepto LaSabre de 1951. Sin embargo, se cree que nunca se instaló en un coche. Popular Mechanics informó que solamente el 7.4% de los propietarios en su encuesta ordenó cinturones de seguridad. Un modelo Hardtop de cuatro puertas de 1956, preparado por el ingeniero de Chevy Zora Arkus Duntov, estableció un nuevo récord de resistencia / velocidad para un coche ascendiendo por la Pikes Peak International Hill Climb.

### 1957

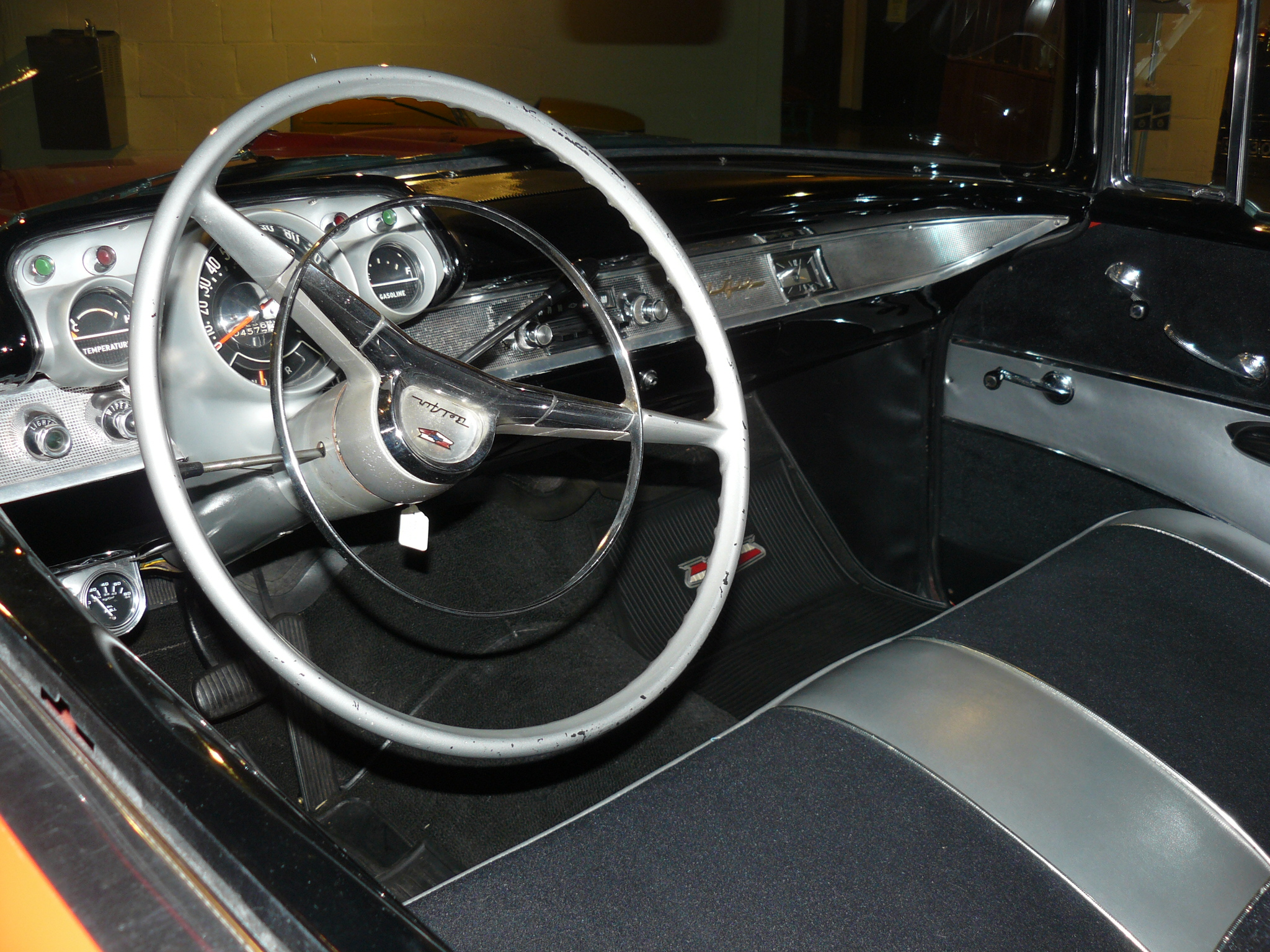
Interior de un Chevrolet Bel Air de 1957

En 1957, el desplazamiento del motor creció a 283 pulgadas cúbicas (4,6 L) con la opción "Super Turbo Fire V8", compartida también con el Corvette), que producía 283 HP (287 CV; 211 kW) a las 6200 rpm y 290 lb·pie (393 N·m) de par máximo a las 4400 rpm, con la ayuda de inyección de combustible mecánica continua (circuito cerrado) tipo "Ramjet" de Rochester. Estos denominados coches "gastalones de combustible" son bastante raros, ya que la mayoría de los Bel Air estaban equipados con carburador.
El modelo 1957 es considerado por muchos como "un ícono de su época ... justo al lado de Elvis Presley, Marilyn Monroe y Leave it to Beaver", ya que se encuentra entre los autos estadounidenses más reconocibles de todos los tiempos; ejemplos bien mantenidos, especialmente los Sport Coupé y descapotables son muy buscados por coleccionistas y entusiastas. Son espaciosos, con refinamiento de buen gusto, uso de aletas de cola de época y cromo. Una segunda transmisión automática, Turboglide era opcional, mientras que la Powerglide original de dos velocidades continuó sin cambios. La Turboglide proporcionó una relación de transmisión continuamente variable que hizo imperceptible el "cambio". El cuadrante de turnos en los coches con la Turboglide siguió un patrón "P R N D Gr".
| 1.ª  | 2.ª  | 3.ª | Reversa | Final |
| ---- | ---- | --- | ------- | ----- |
| 2.21 | 1.32 | 1   | 2.51    | 3.55  |

### Nomad

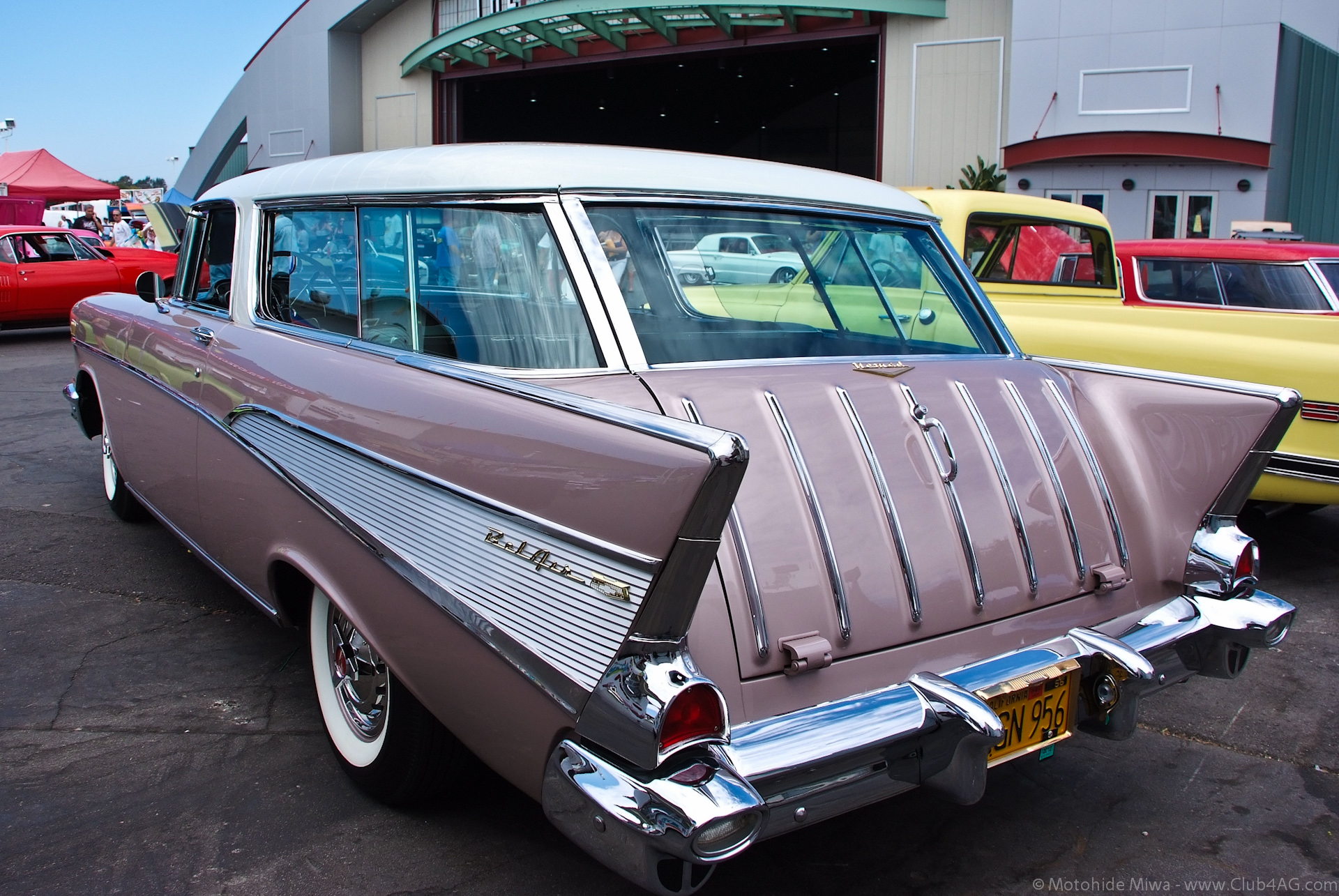
Nomad de 1955–1957 en Hot Rod Cruise de 2011

De 1955 a 1957, la producción de la versión guayín Nomad de dos puertas se asignó a la serie Bel Air, aunque su carrocería y molduras eran exclusivos de ese modelo. Antes de convertirse en un modelo de producción regular, la Nomad apareció por primera vez como un concepto basado en el Corvette en 1954. Desde entonces, Chevrolet ha presentado dos autos conceptuales con el nombre Nomad, el más reciente de ellos en 1999. Los modelos de 1955 a 1957 se conocen comúnmente como "Tri Fives".[cita requerida]

### Exportaciones
Entre 1955 y 1957, se fabricaron con el volante a la derecha y se enviaron desde Oshawa, Canadá para su montaje local en Australia (CKD), Nueva Zelanda (SKD) y Sudáfrica. Los tres años del modelo tenían una versión inversa del tablero de 1955 "Left Hand Drive" (LHD o volante a la izquierda) y no obtuvieron el rediseño de 1957 de los modelos LHD.[cita requerida]

## En la cultura popular
Un modelo 1955 negro de apareció en la película de 1973 American Graffiti, el cual es pilotado por el personaje Bob Falfa, interpretado por Harrison Ford, que presenta una gran toma de aire en el cofre y un sombrero de vaquero característico en la ventana trasera. En una escena, corre contra un Ford Deuce Coupé amarillo de 1932 y se estrella contra una zanja. Tenía un V8 de 454 pulgadas cúbicas (7,4 L), con cabezales de aleaciones de aluminio, múltiple de admisión de pistón de túnel y dobles carburadores Holley.[cita requerida]